# Kościół Podwyższenia Krzyża Świętego w Rumi
Kościół Podwyższenia Krzyża Świętego w Rumi (Rumska fara) – świątynia wybudowana w latach 1913–1918 w stylu neorenesansowym, orientowana, z wysoką wieżą od zachodu. Wyposażenie kościoła stanowią neobarokowe ołtarze i ambona oraz barokowe elementy przeniesione ze starego kościoła Krzyża Świętego, zniszczonego po 1945 roku. Obiekt mieści się przy ulicy Kościelnej 20. Obecnie należy do zakonu salezjanów.

## Historia parafii w Rumi
Parafię rzymskokatolicką w Rumi założyli cystersi oliwscy około 1220 roku, otrzymawszy tę wieś od księcia Subisława, syna Sambora I. W 1253 r. Wolimir, biskup włocławski, przebywając w Gdańsku wydał dokument, w którym zabronił proboszczowi Rumi pełnić opiekę duszpasterską nad wsiami parafii oksywskiej, dokument ten zawiera pierwszą pisaną wzmiankę o tutejszym kościele i jego funkcjach parafialnych. Historycy zgodnie cofają początek tutejszej parafii do przełomu XII/XIII w., co świadczy o tym, że parafię w Rumi, obok Oksywia, Pucka, Strzelna i Żarnowca uznaje się za najstarszą w tej części Pomorza Gdańskiego. Pierwotnie obejmowała ona obszar późniejszej parafii w Redzie, czyli osady: Rekowo, Ciechocino, Pieleszewo, Gniewowo, Zbychowo, Łężyce i Zagórze. Być może zasięg parafii był jeszcze większy i obejmował wsie należące do późniejszej parafii w Górze. Powstała na przełomie XIV i XV wieku parafia w pobliskiej Redzie była jedynie filią rumskiej parafii, co trwało do 1887 roku, kiedy to odłączono ją, a Rumia wystąpiła do biskupa chełmińskiego Leona Rednera o włączenie Zagórza, Łężyc i Dębogórza do kościoła Krzyża Świętego. Liczba parafian rumskich wynosiła w tym okresie tylko 821 wiernych, 1 stycznia 1907 r. przeniesiono te wsie (wraz ze Szmeltą) z parafii redzkiej do rumskiej. Oprócz kościoła istniała u wejścia do wsi kaplica św. Krzyża, licznie odwiedzana w dni Podniesienia i Znalezienia św. Krzyża. Proboszczami w Rumi byli na przemian cystersi oliwscy i księża świeccy. Po wojnach szwedzkich zaistniała potrzeba połączenia parafii rumskiej i redzkiej w jedną (w 1683 i podobnie w 1730). W tym czasie kościół w Redzie nadal pełnił rolę filialnego wobec kościoła w Rumi.

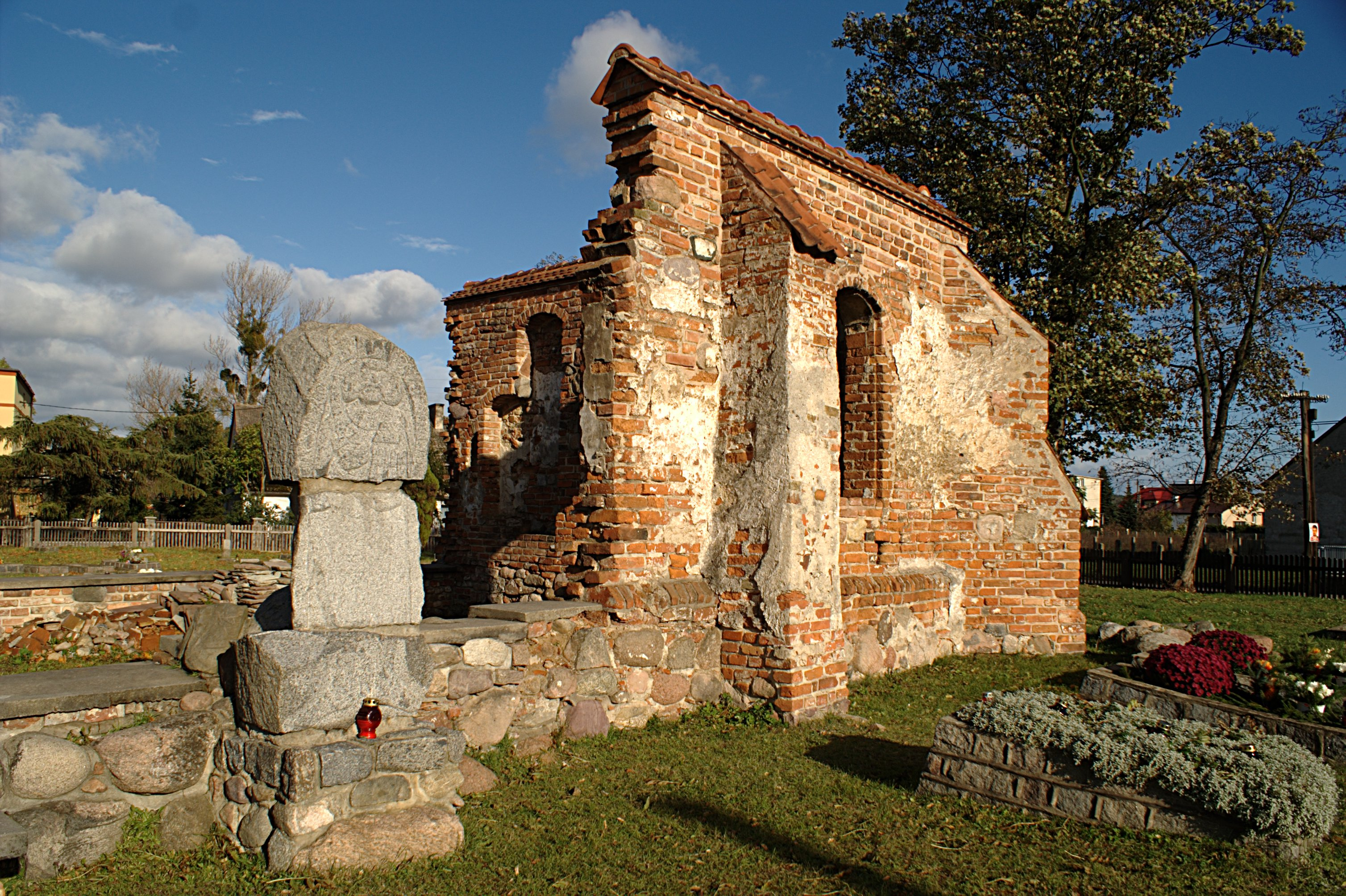
Obecny stan ruin starego kościoła

## Stary kościół parafialny
Dokumenty powizytacyjne z 1583 r. wymieniały istniejący tu już w XIII w. kościół parafialny pod wezwaniem św. Stanisława. Wizytacja z lat 1686-1687 odnotowała kościół pw. św. Mikołaja i Krzyża Świętego. Kościół rumski miał murowane prezbiterium, a resztę wybudowano z tzw. muru pruskiego. Wokół kościoła znajdował się cmentarz parafialny. W okresie międzywojennym był wykorzystywany do nauki religii i jako kaplica cmentarna. Po II wojnie światowej popadł w ruinę. Pozostałości cennego zabytku uporządkowano w latach 90. XX w. Obecnie w planach jest jego odbudowa.

## Historia kościoła parafialnego
Na początku XX w. poważnym problemem parafii w Rumi były niewielkie rozmiary starego kościoła. Stąd też w obliczu starań o powiększenie parafii, jak i ze względu na zły stan techniczny dotychczasowej świątyni, koniecznością stała się budowa nowego kościoła parafialnego. W związku z tym rumska gmina katolicka wystąpiła z projektem zbudowania w pobliżu starej świątyni nowego kościoła. Już w 1907 r. zgromadzono na ten cel sumę około 32 tysięcy marek. W 1910 projekt nowego kościoła, wykonany przez berlińskiego architekta Oskara Siede, był już gotowy, przy czym koszty budowy oszacowano na 137 300 marek, z czego gmina katolicka miała pokryć 88 tysięcy marek, a jeśli chodzi o resztę w wysokości 49 300 marek – liczono na dotację państwa jako patrona rumskiej parafii. Jednakże w sierpniu 1912 pruski minister wyznań oznajmił, że dotacja taka może sięgać tylko sumy 13 800 marek i taką też kwotę przyznano w marcu 1913. W związku z tym Rada Parafialna zaciągnęła kredyt w wysokości 30 tysięcy marek. Prace budowlane rozpoczęto 22 kwietnia 1913. W październiku 1913 kościół był już gotowy w stanie surowym z dachem i otynkowaniem zewnętrznym. W lutym 1915 pozostały jeszcze do wykończenia prace ślusarskie i stolarskie oraz wyposażenie kościoła. Jednak tocząca się wojna zahamowała tempo prac wykończeniowych i dopiero w czerwcu 1918 zainstalowano w kościele organy. Mimo że budowa kościoła została w tymże roku ostatecznie ukończona, konsekracja świątyni nastąpiła dopiero trzy lata później, a więc już po powrocie Rumi do Polski. 19 czerwca 1921 biskup sufragan Jakub Klunder uroczyście konsekrował świątynię.

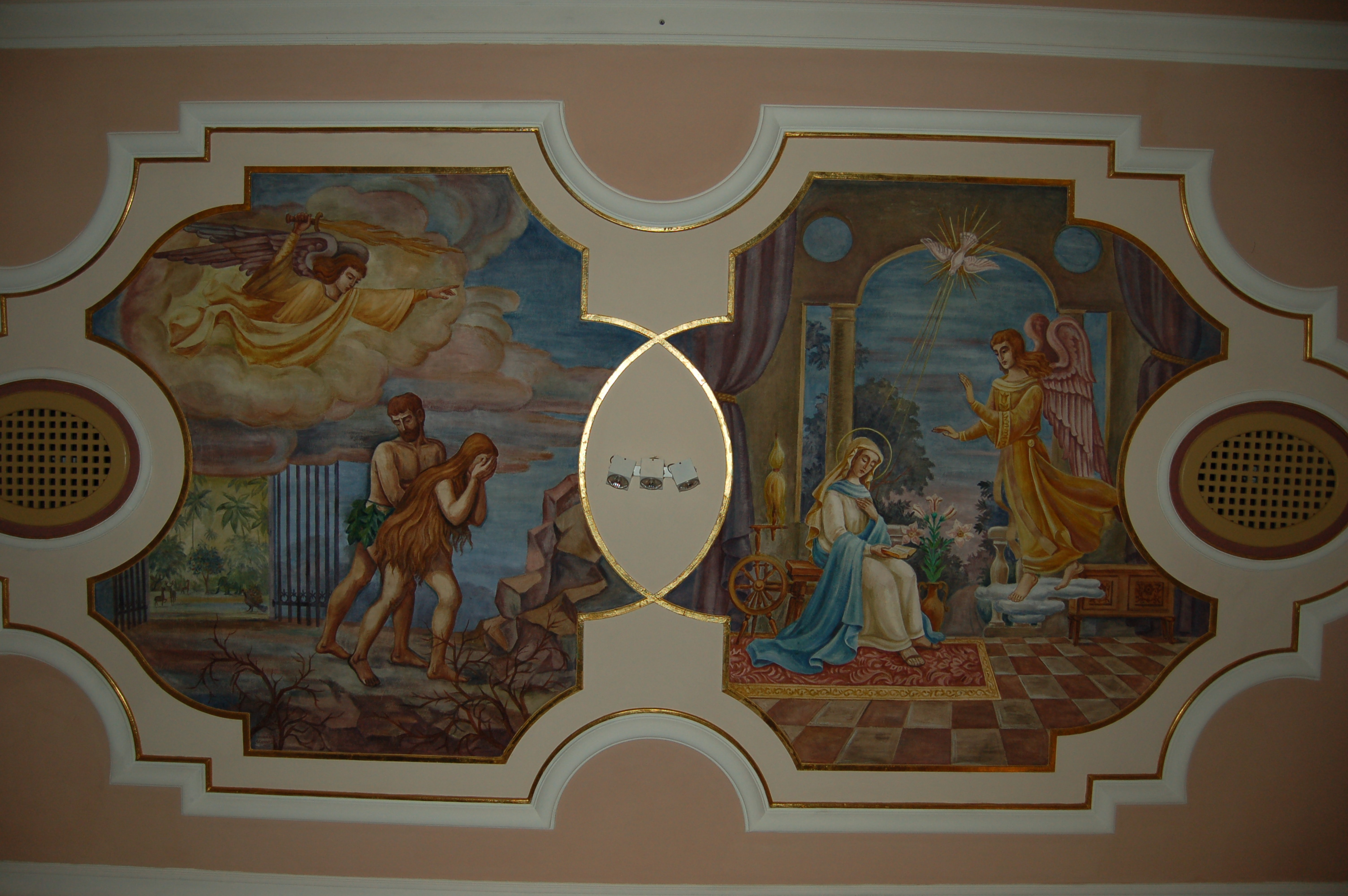
Jeden z fresków na stropie świątyni

Po ukończeniu budowy kościół otrzymał wezwanie Znalezienia Krzyża Świętego, które później zostało zmienione na Podwyższenia Krzyża Świętego. Pierwotnie świątynia posiadała sygnaturkę, która wieńczyła wieżę kościelną, jednak podczas II wojny światowej Niemcy nakazali ją zdemontować, aby uniemożliwić ewentualną obserwację lotniska w Rumi.
Po II wojnie światowej kościół posiadał gołe, zaniedbane ściany. Jedynie owalny obraz sufitowy przedstawiający Ostatnią Wieczerzę pochodził z okresu międzywojennego. W związku z tym rozpoczęto malowanie (techniką wapienno-temperowaną) świątyni. Prawie wszystkie związane z tym prace, jak i zdobieniem ścian i sufitu wykonano w latach 1954–1956 pod kierunkiem prof. Mariana Schwartza z Poznania. Prof. Schwartz był również autorem obrazów w ołtarzach bocznych, projektantem wcześniejszych witraży, wykonywał złocenia oraz renowację stacji Drogi Krzyżowej.
W latach 1992–1996 przeprowadzono renowację organów, malowideł ściennych i złoceń, polichromii ścian i sufitów, a także pomalowano ławki i chór, dodając elementy zdobnicze w formie płaskorzeźb. Z pomocą fachowców odnowiono zabytkowe ołtarze, ambonę i stacje Drogi Krzyżowej. Dokonano przebudowy całego prezbiterium, łącznie z przesunięciem ołtarza i wyłożeniem posadzki. Wewnątrz kościoła położono nową granitową posadzkę, a filary obłożono marmurem, założono też ogrzewanie gazowe i nową instalację elektryczną.
Z okazji 90. rocznicy konsekracji kościoła (19 czerwca 2011 r.) zainstalowano nowe oświetlenie zewnętrzne kościoła, pomalowano ławki, wyremontowano organy, przeprowadzono renowację malowideł ściennych i sufitowych, oddano do renowacji obraz z ołtarza głównego, odnowiono ołtarze i ambonę, wymieniono oprawę oświetleniową wewnątrz kościoła, założono monitoring oraz instalacje alarmową, uporządkowano zieleń wokół świątyni, odnowiono złocenia, zmodernizowano ogrzewanie oraz wyczyszczono i zakonserwowano elewację zewnętrzną kościoła.

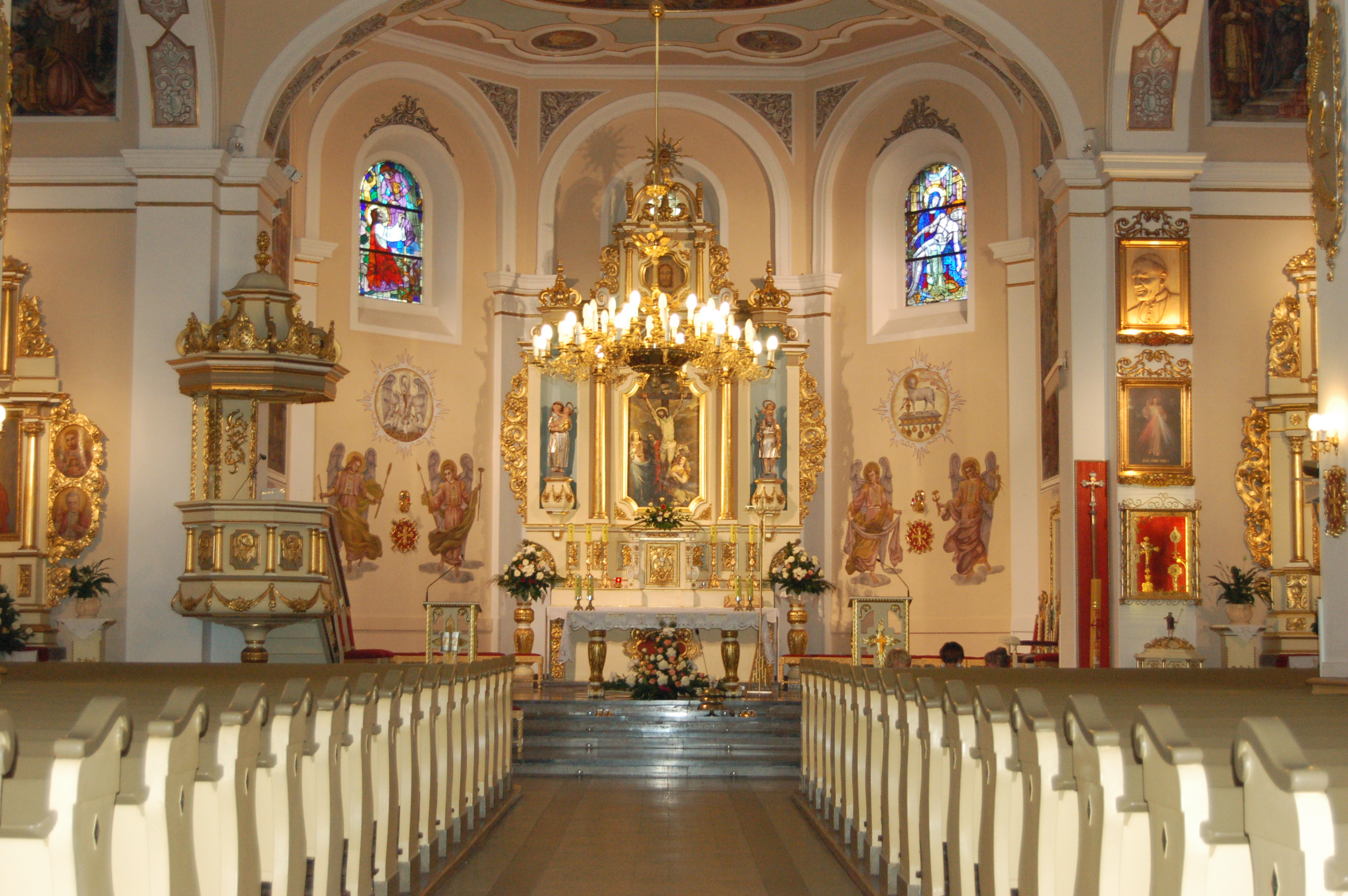
Wnętrze świątyni

## Architektura obecnego kościoła
Kościół parafialny pod wezwaniem Podwyższenia Krzyża Świętego usytuowany jest w północno-zachodniej części Rumi, przy ulicy Kościelnej 20, w niedalekim sąsiedztwie skrzyżowania ulicy Dębogórskiej z ulicami Starowiejską i I Dywizji Wojska Polskiego (rondo Jana Pawła II). Teren kościoła ogrodzony jest betonowym murem. Na terenie kościoła znajdują się kapliczka św. Jana Nepomucena (patrona Starej Rumi) i dwa krzyże: jeden drewniany drugi betonowy. Wokół kościoła rosną drzewa mające wartość zabytkową.
Kościół neorenesansowy typu bazylikowego, trzynawowy z transeptem, wzniesiony na planie krzyża łacińskiego, ma nawę środkową znacznie szerszą i wyższą od naw bocznych. Kościół został zbudowany z cegły pokrytej szarą elewacją tynkową. W nawie głównej znajduje się wejście główne do kościoła z kruchtą oddzielaną od kościoła drzwiami skrzydłowymi. Nad kruchtą znajdują się chór i organy. Po obu stronach nawy głównej znajdują się filary podpierające zwieńczenie konstrukcji dachowej pokrytej blachą miedzianą (1992-1994). Pomiędzy nimi a ścianą boczną są wąskie i niskie nawy boczne z wzdłużnymi ławkami przyściennymi. Do tych ganków prowadzą boczne drzwi wejściowe. W ramionach transeptu znajdują się boczne ołtarze. Wieża kościelna wznosi się nad głównym wejściem. Schody prowadzące na chór i do wieży kościelnej znajdują się przy prawym bocznym wejściu do kościoła. Wejście do zakrystii usytuowane jest po lewej stronie prezbiterium. W 1994 r. przy ścianie wschodniej kościoła za prezbiterium dobudowano przybudówkę, przeznaczoną głównie na pomieszczenia i garderobę dla ministrantów. Wejście do niej znajduje się w zakrystii. Długość świątyni z kruchtą wejściową wynosi 37 m, szerokość 16 m i wysokość ok. 8 m.

## Wyposażenie

### Prezbiterium

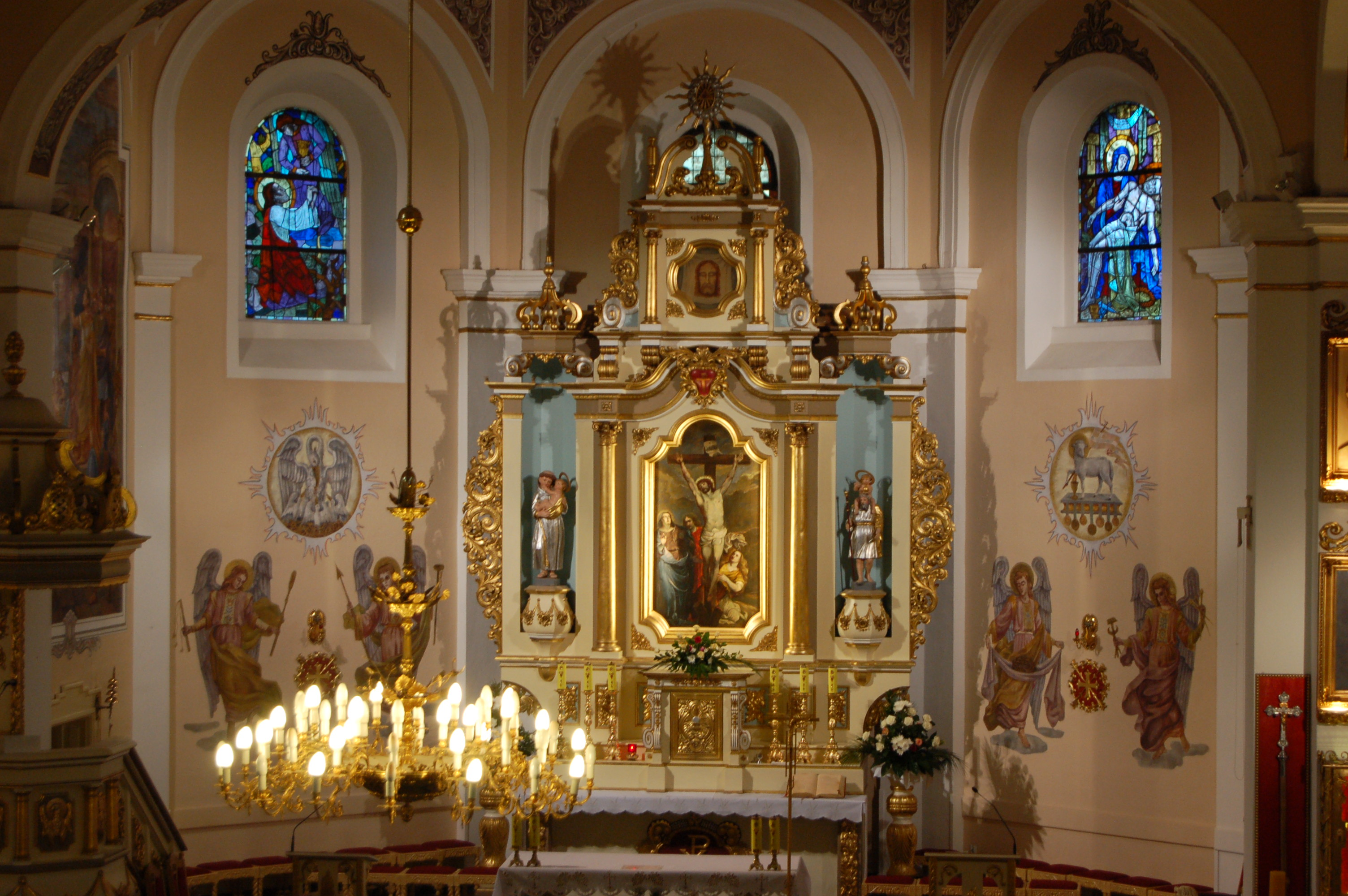
Prezbiterium

Podstawowym elementem wyposażenia prezbiterium jest ołtarz główny wykonany w stylu barokowym, bogato zdobiony, z obrazem przedstawiającym Chrystusa Ukrzyżowanego. Obok krzyża stoją: Matka Boska, Maria Magdalena i św. Jan Apostoł. Po obu jego stronach umieszczone są figury przedstawiające św. Krzysztofa i św. Antoniego. W górnej części ołtarza znajduje się wizerunek twarzy Chrystusa na chuście św. Weroniki (Veraicon), a w dolnej części bogato zdobione tabernakulum ze złotymi elementami.
W prezbiterium po lewej stronie namalowany jest obraz przedstawiający Wizję cesarza Konstantyna Wielkiego, na którym głównym elementem jest krzyż na niebie, wraz z napisem W tym znaku zwyciężysz. Z kolei po prawej stronie znajduje się obraz przedstawiający Znalezienie i adorację Krzyża Świętego przez cesarzową Helenę.
Owalny obraz sufitowy przedstawia Moment ustanowienia Eucharystii, czyli Ostatnią Wieczerzę. W lewym rogu prezbiterium, przy nawie głównej i drzwiach do zakrystii znajduje się bogato zdobiona ambona, na której znajdują się symboliczne postacie przedstawiające czterech ewangelistów – Jana, Marka, Mateusza i Łukasza. Podłoga prezbiterium, wykonana z prostokątnych płyt granitowych, jest podwyższona o trzy stopnie w stosunku do podłogi nawy głównej.

### Nawa główna
Ściany boczne (nad filarami) zdobią malowidła przedstawiające głównie sceny z Nowego Testamentu. Jedynie malowidła przylegające do chóru są związane z początkami dziejów Polski. Malowidła sufitowe przedstawiają sceny związane z Opatrznością Bożą. Ukazane są Stworzenie Świata, Wygnanie z Raju, Nadanie Dziesięciu Przykazań i Zwiastowanie Pańskie. Na skrzyżowaniu naw znajduje się scena alegoryczna przedstawiająca ludzkie postacie z krzyżami podążające za cierpiącym Chrystusem. Warto zaznaczyć, że wśród tych postaci artysta przedstawił również osobę ks. proboszcza Jana Cybulskiego i siostrę zmartwychwstankę Anastazję Labudę.

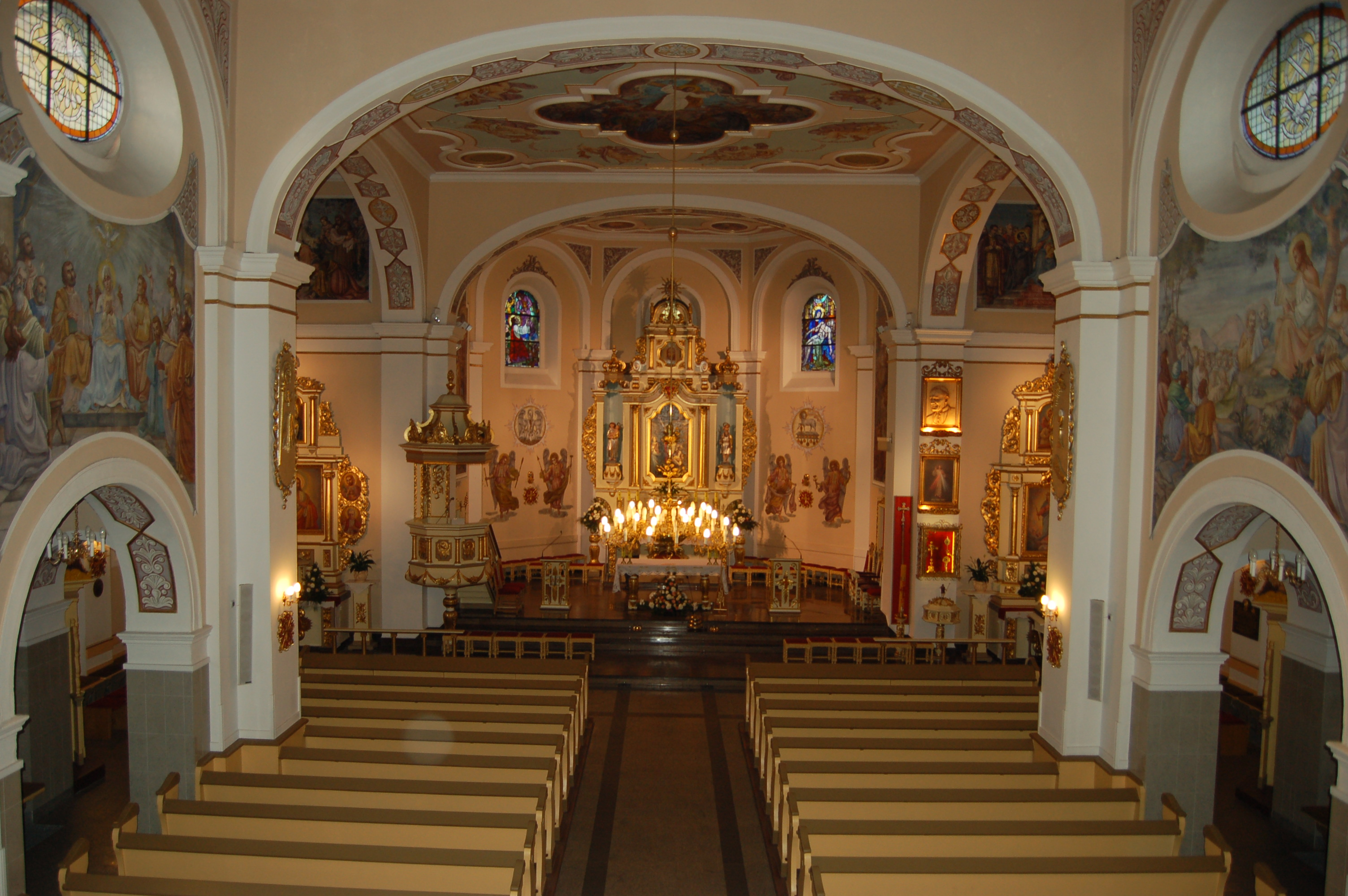
Widok z chóru na nawę główną

### Transept i nawy boczne
W transepcie znajdują się ołtarze boczne wykonane w stylu barokowym.
Lewe ramię transeptu, wraz z ołtarzem i malowidłami ściennymi poświęcone jest Sercu Pana Jezusa. Malowidła przedstawiają między innymi: Chrystusa i św. Małgorzatę Marię Alacoque, Chrystusa błogosławiącego dzieci, Pozwólcie dzieciom przyjść do mnie, a na suficie Chrystusa przebaczającego jawnogrzesznicy i Uzdrowienie paralityka. Ołtarz Najświętszego Serca Pana Jezusa w tej części transeptu został przeniesiony tutaj ze starego kościoła. Znajduje się w nim obraz Serca Jezusowego, a w górnej części postać św. Stanisława Kostki. Natomiast wokół głównego obrazu ołtarza usytuowane są cztery owalne wizerunki świętych: św. Marii Goretti, św. Judy Tadeusza, św. Barbary i św. Piusa X.
Natomiast malowidła w prawym ramieniu transeptu przedstawiają Salezjańskie Niebo i Św. Jana Bosko jako apostoła spowiedzi, a na suficie Sen św. Jana Bosko i Jan Bosko naucza kolegów katechizmu.
W ołtarzu prawej nawy znajduje się obraz NMP Wspomożenia Wiernych, a w górnej części postać św. Józefa – cieśli. U dołu głównego obrazu namalowany został widok zewnętrzny kościoła wraz z wieżyczką. Z prawej strony ołtarza znajduje się figura Matki Boskiej Fatimskiej, a z lewej drewniana chrzcielnica z wizerunkiem Pana Jezusa.
Na wschodniej ścianie w tej części transeptu wiszą obrazy przedstawiające Chrystusa Miłosiernego i bł. Jana Pawła II, a także pozłacana, ozdobiona motywami roślinnymi przeszklona kaseta, w której przechowywane są relikwie: św. Krzyża, św. Jana Bosko i św. Faustyny Kowalskiej. Z tyłu kościoła, a po lewej stronie nawy bocznej, znajduje się figura przedstawiająca św. Antoniego Padewskiego, natomiast w prawej nawie – figura przedstawiająca św. Józefa.
W nawach bocznych znajdują się ponadto bogato zdobiona galeria Drogi Krzyżowej i 4 drewniane konfesjonały. W kościele ustawiono na stałe 40 drewnianych ławek i kilka bocznych (w tym przenośnych). Posadzka pod głównymi ławkami jest drewniana, natomiast pod bocznymi ławkami i gankiem, wyłożona jest, podobnie jak w prezbiterium, prostokątnymi płytkami granitowymi.

### Chór
Chór usytuowany jest nad wejściem głównym do kościoła i kruchtą. Od strony nawy głównej jest ograniczony pięknie rzeźbioną i zdobioną ścianką przednią. Podłoga lekko wznosi się ku górze i takie samo jest położenie ławek (ruchomych, nieprzytwierdzonych do podłogi). W tylnej części chóru znajdują się wyżej usytuowane stanowisko organisty i wysokie piszczałki organowe.

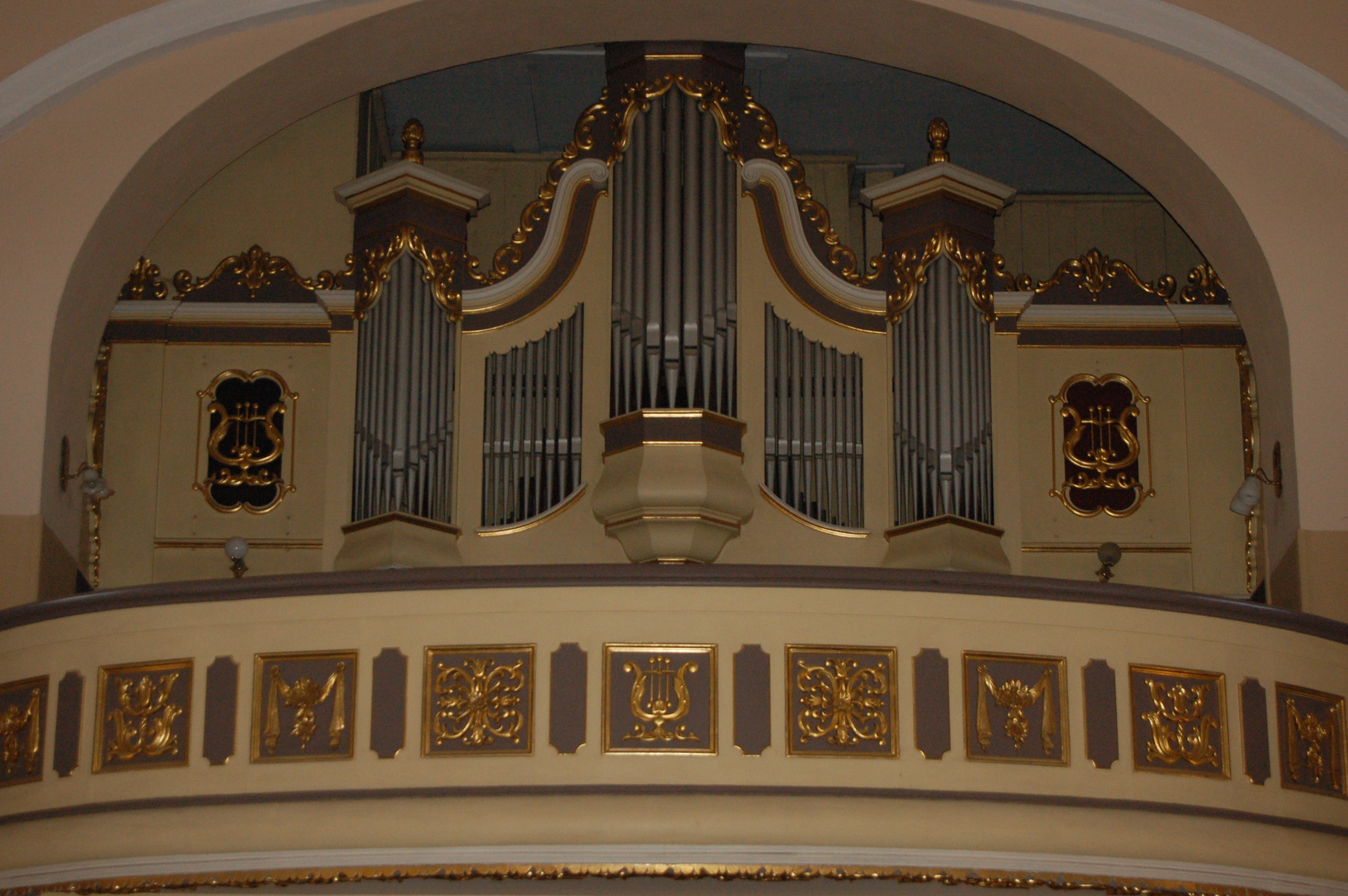
Chór i organy

#### Organy
Organy w kościele parafialnym zostały zamontowane w 1918 r., choć wykonane zostały w 1915 r. przez zakład organmistrzowski Eduard Wittek, Elbing (Elbląg). Pierwotnie były organami o trakturze pneumatycznej i z 15 głosami, obecnie mają 19 głosów. W 2009 przeszły generalny remont. Nazwy głosów, kopulacji i przełączników zachowano oryginalne – część w języku polskim, część w niemieckim.
| Manuał I          | Manuał II       | Pedał           |
| ----------------- | --------------- | --------------- |
| 1.Pryncypał 8'    | 1.Pryn. S. 8'   | 1.Pryn. bas 16' |
| 2.Konc. flet 8'   | 2.Gedakt 8'     | 2.Subbas 16'    |
| 3.Kwintanton 8'   | 3.Holflet 4'    | 3. Oktawbas 8'  |
| 4.Rurflet 4'      | 4.Traw. flet 4' | 4. Chorał 4'    |
| 5.Oktawa 4'       | 5.Kwinta 2 2/3' | 5.Mixtura 4 ch. |
| 6.Kwinta 1 1/3'   | 6.Róg nocny 2'  |                 |
| 7.Mixtura 3-4 ch. | 7.Tercja 1 3/5  |                 |

- Połączenia: Ped. kopel II M, Ped. kopel I M, Sup. okt. II-II, Sup. okt. II-I, Manuał II-I
- Przełączniki dodatkowe: Tremolo, Pedalumschaltung ab, Auslosung, Pianissimo, Piano, Mezzoforte, Forte, Tutti

### Witraże

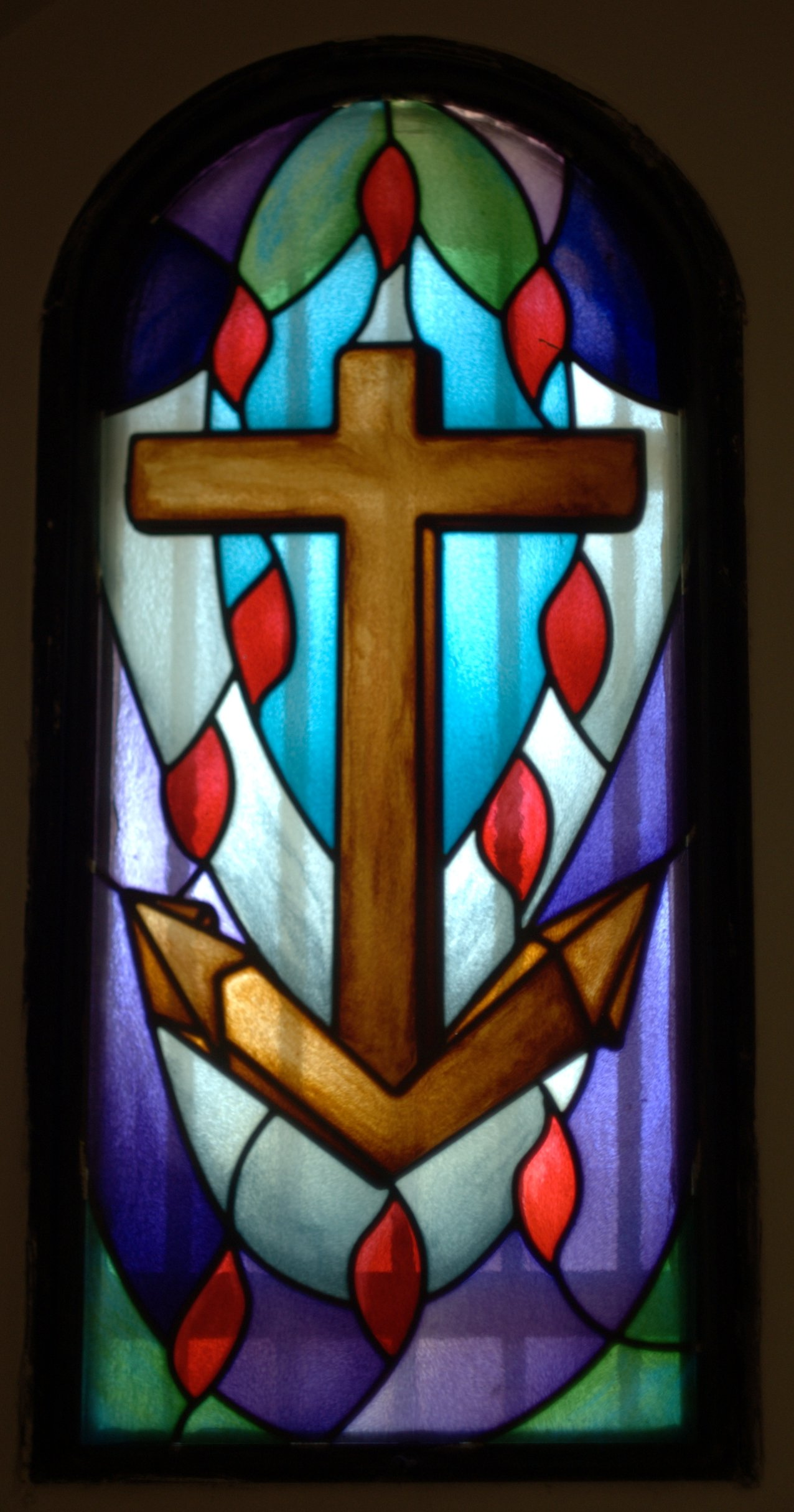

W tylnej ścianie prezbiterium nad ołtarzem znajdują się dwa, stosunkowo niskie, okna witrażowe, przedstawiające początek i koniec Męki Pańskiej. Na lewym witrażu widać Chrystusa w Ogrójcu, a na prawym Pietę. Witraże te wykonano w latach 50. XX w. według projektu Mariana Schwartza.
W nawach poprzecznych znajdowały się po dwa wysokie witraże. Były one darem mieszkańców Rumi (o czym mówiły napisy u dołu witraży), a zaprojektowane i wykonane zostały w okresie powojennym w latach 50. Projektantem był prof. Marian Schwartz z Obrzycka, a wykonawcą Stanisław Powalisz z Poznania. Witraże lewej nawy poprzecznej przedstawiały Narodzenie Pana Jezusa oraz Chrystusa Króla, a witraże prawej nawy przedstawiały Świętego Jana Bosko i Matkę Boską Królową Polski.
Ze względu na zły stan techniczny wcześniejszych witraży w latach 1992–1994 wykonano z polecenia ks. prob. Ireneusza Trzeszczaka nowe witraże. Znajdują się one w tym samym miejscu, co poprzednie. Projektantem nowych witraży był prof. ks. Tadeusz Furdyna SDB, a wykonawcą ks. Tadeusz Żurawski SDB. Witraże lewej nawy przedstawiają Wizerunek ukrzyżowanego Jezusa Chrystusa, Świętego Wojciecha, Powrót syna marnotrawnego i Chrystusa Miłosiernego, a witraże prawej nawy przedstawiają NMP Wspomożenia Wiernych, Świętego Jana Bosko, Matkę Boską Częstochowską i Papieża Jana Pawła II w objęciach prymasa Wyszyńskiego. Poza tym, w niskich gankach bocznych znajdują się okna wykonane ze szkła katedralnego, a nad filarami i ponad gankami bocznymi znajdują się okna owalne, również ze szkła katedralnego. Nad głównym wejściem do kościoła znajduje się witraż przedstawiający Opatrzność Bożą.

## Wieża kościelna – dzwony

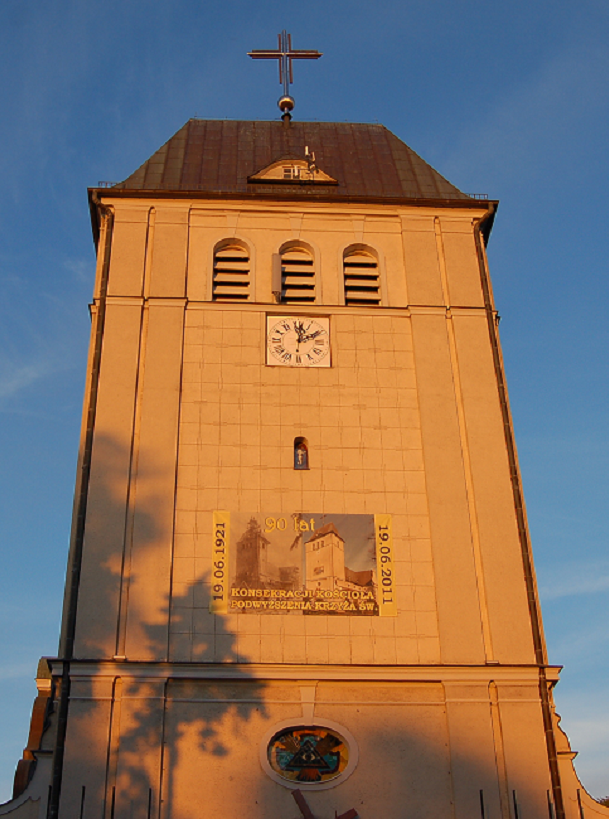
Wieża

Dawny kościół św. Krzyża nie posiadał wieży kościelnej, a dzwon wisiał w przykościelnej drewnianej dzwonnicy. Najprawdopodobniej został przeniesiony do wieży, o przekroju prostokątnym nowo budującego się kościoła, w którym zawieszono cztery różnej wielkości dzwony. Przedwojenny ordynariusz Diecezji Chełmińskiej, ks. bp. Stanisław Okoniewski w kronice z 1928 r. pisał, iż w kościele św. Krzyża znajduje się dzwon z napisem gotyckim w dialekcie niderlandzkim z roku 1530. Byłby to najcenniejszy zabytek na wyposażeniu kościelnym. Obecnie nie ma go wśród dzwonów aktualnie zawieszonych na wieży i nieznane są jego losy.
Podczas II wojny światowej trzy spośród czterech dzwonów Niemcy zarekwirowali na cele wojenne i praktycznie ślad po nich zaginął. Najprawdopodobniej wśród nich był również wyżej wspomniany dzwon.
Ocalał dzwon wiszący obecnie po zachodniej stronie wieży od ulicy Kościelnej. Pod względem wielkości jest on drugim, a jego interesujące losy w pewnej mierze można odczytać z reliefów. Są na nim dwa napisy: jeden w języku niemieckim, a drugi w łacińskim. Pierwszy napis objaśnia pochodzenie dzwonu. Został on odlany przez Johna Mayera w Gdańsku w 1820 roku. Tłumaczenie napisu w języku łacińskim brzmi: Straszna wojna mnie zniszczyła. Na nowo wzbudzono mnie w Roku Pańskim 1927. Oprócz tych napisów na dzwonie umieszczono reliefy z wizerunkiem Matki Boskiej Częstochowskiej i Świętego Jana pod krzyżem Chrystusowym. Z napisów można wysnuć wniosek, iż do kościoła św. Krzyża trafił on już po konsekracji. Najprawdopodobniej uszkodzony podczas I wojny światowej, został zakupiony i oddany do regeneracji w odlewni braci Felczyńskich w Kałuszu (emblemat ludwisarni na dzwonie). Z pewnością stamtąd pochodzi napis łaciński i być może oba rysunki na dzwonie.
Interesujący jest również najmniejszy z dzwonów, usytuowany w wieży po stronie wschodniej. Napis łaciński informuje, że wykonał go Erich Lindemann z Katzeler Reitz w roku 1790, nie do końca znane jest jednak jego pochodzenie. Nie budzi natomiast wątpliwości pochodzenie dwóch pozostałych dzwonów w kościele Podwyższenia Krzyża św. Oba zostały ufundowane ze składek parafian i wykonane w 1960 r. z inicjatywy ks. prob. Jana Cybulskiego.
Największy dzwon, wiszący pośrodku wieży, ma średnicę około 80 cm. Są na nim reliefy z wizerunkiem Matki Boskiej Królowej Polski i dwoma napisami: Maryjo Królowo Polski pod Twoją Obronę Uciekamy się i na Na tysiąclecie Chrztu Polski Parafianie św. Krzyża w Rumi w Hołdzie Swej Królowej 1960R.
Trzeci co do wielkości dzwon posiada relief z wizerunkiem Chrztu Pańskiego. Nad napisem Imię moje Jan Chrzciciel znajduje się tekst: Ślubujemy wierność Bogu, Krzyżowi, Ewangelii i Kościołowi Świętemu. Na nowe Tysiąclecie – Parafinie św. Krzyża R.P. 1960. Wszystkie dzwony napędzane są silnikami elektrycznymi, a w największy środkowy dzwon uderza młot zegara na wieży kościelnej.

## Galeria

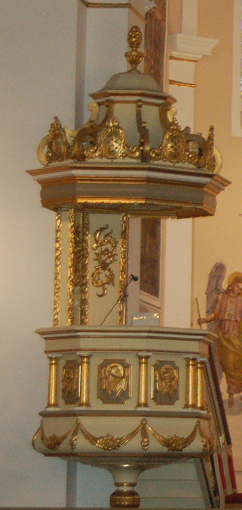
Ambona
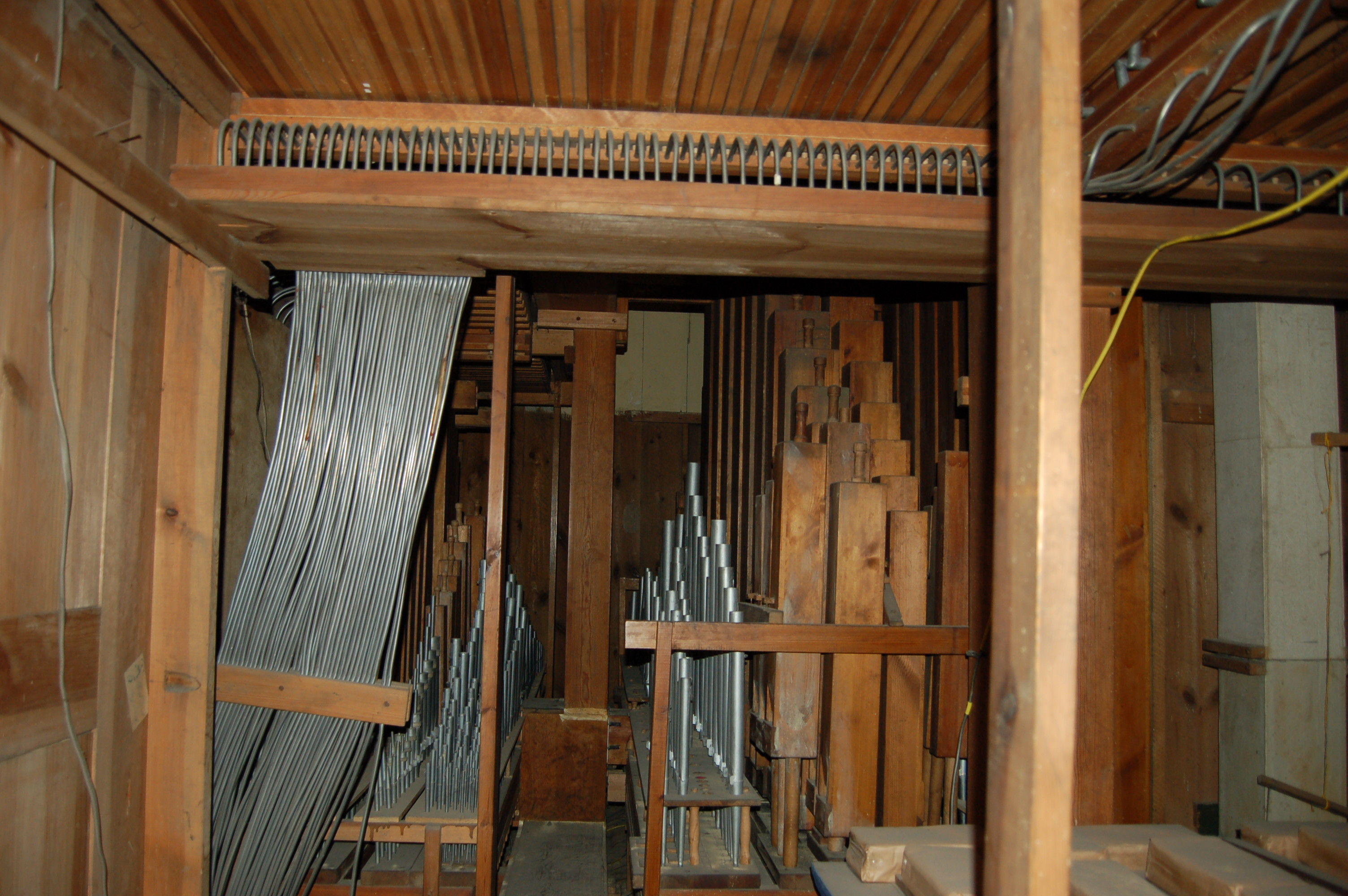
Wnętrze organów
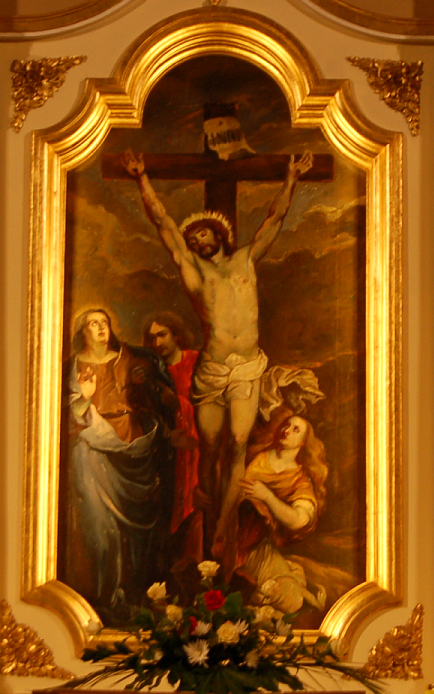
Obraz „Zdjęcie z Krzyża”
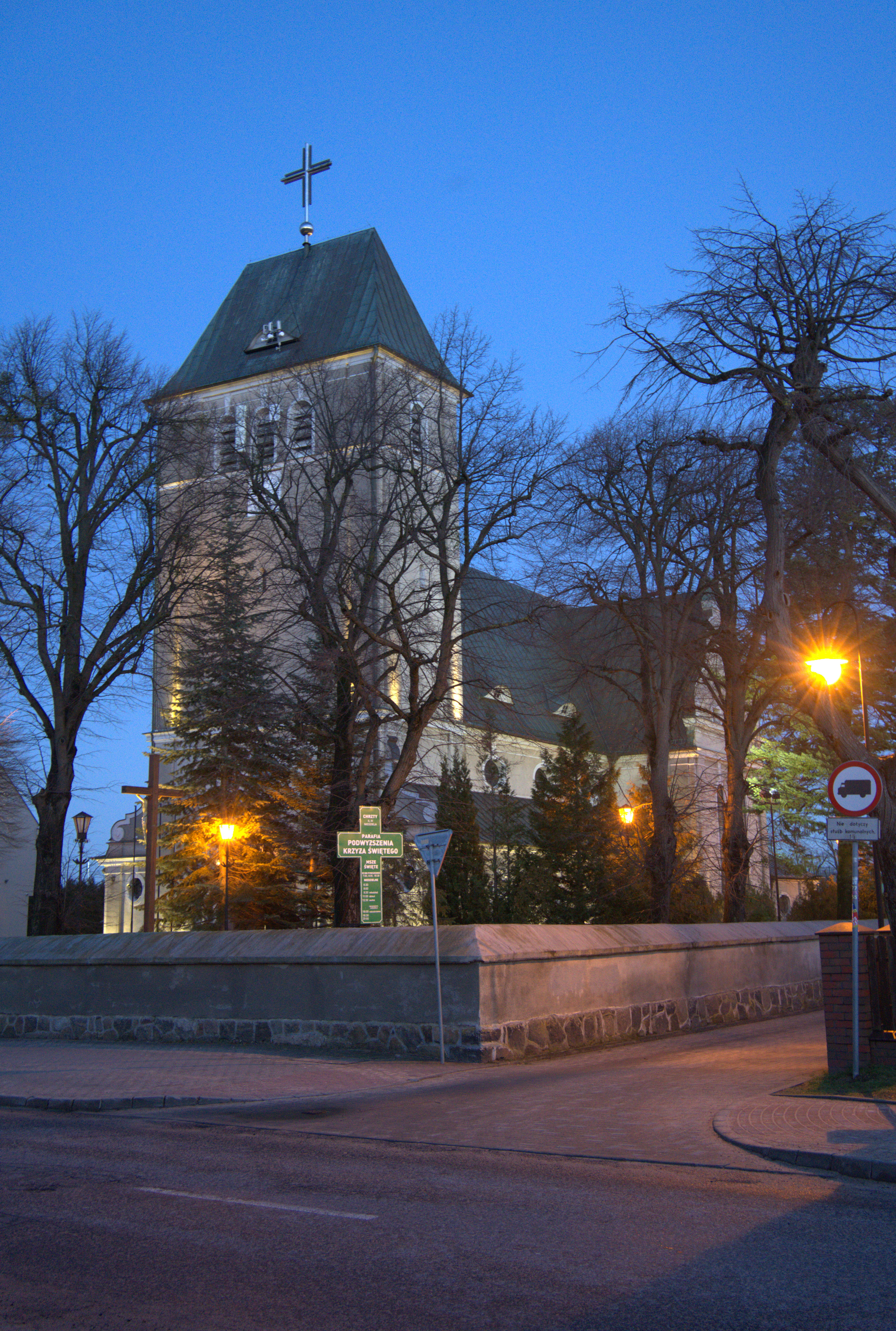
Kościół parafialny
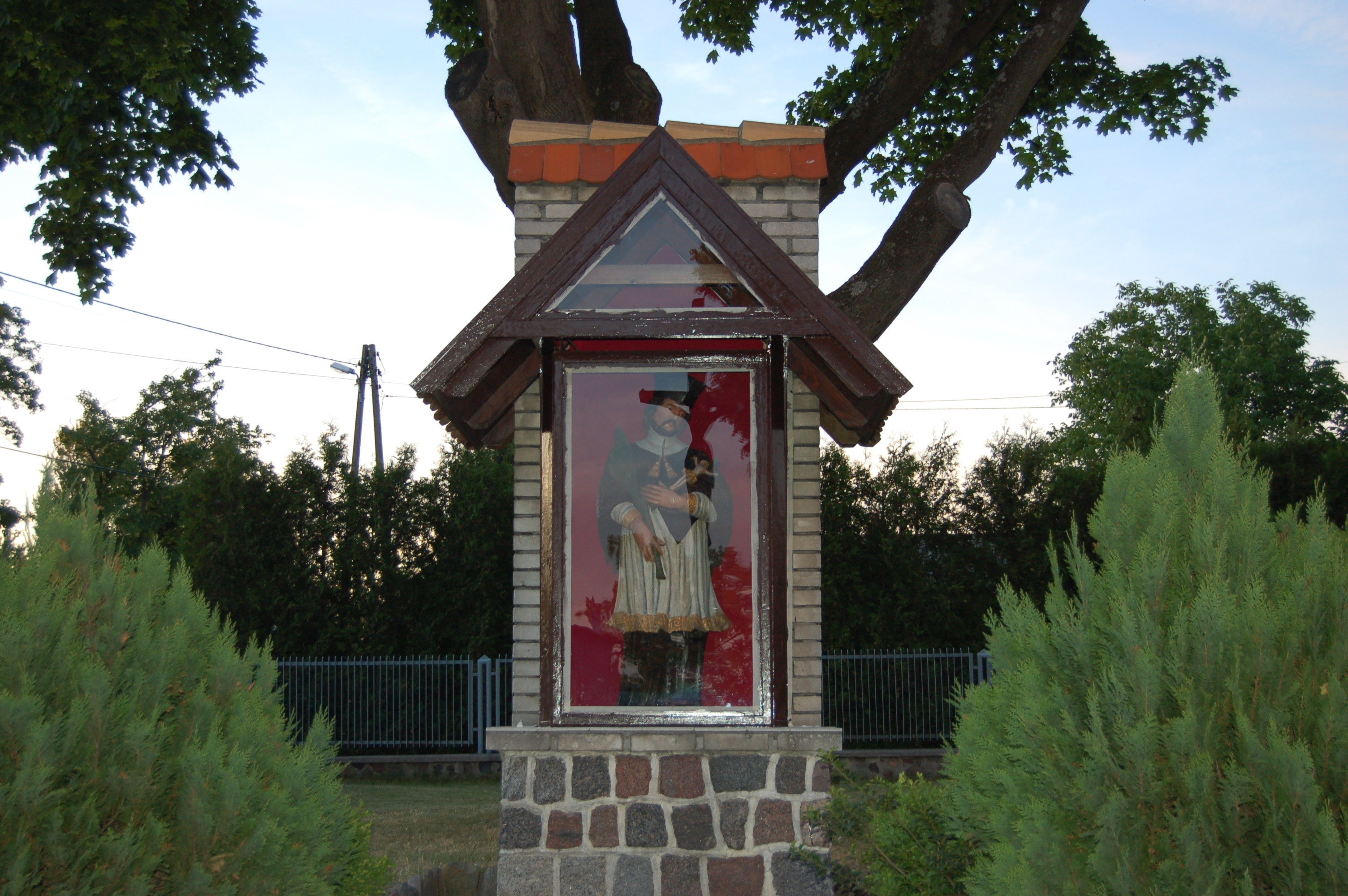
Kapliczka św. Jana Nepomucena
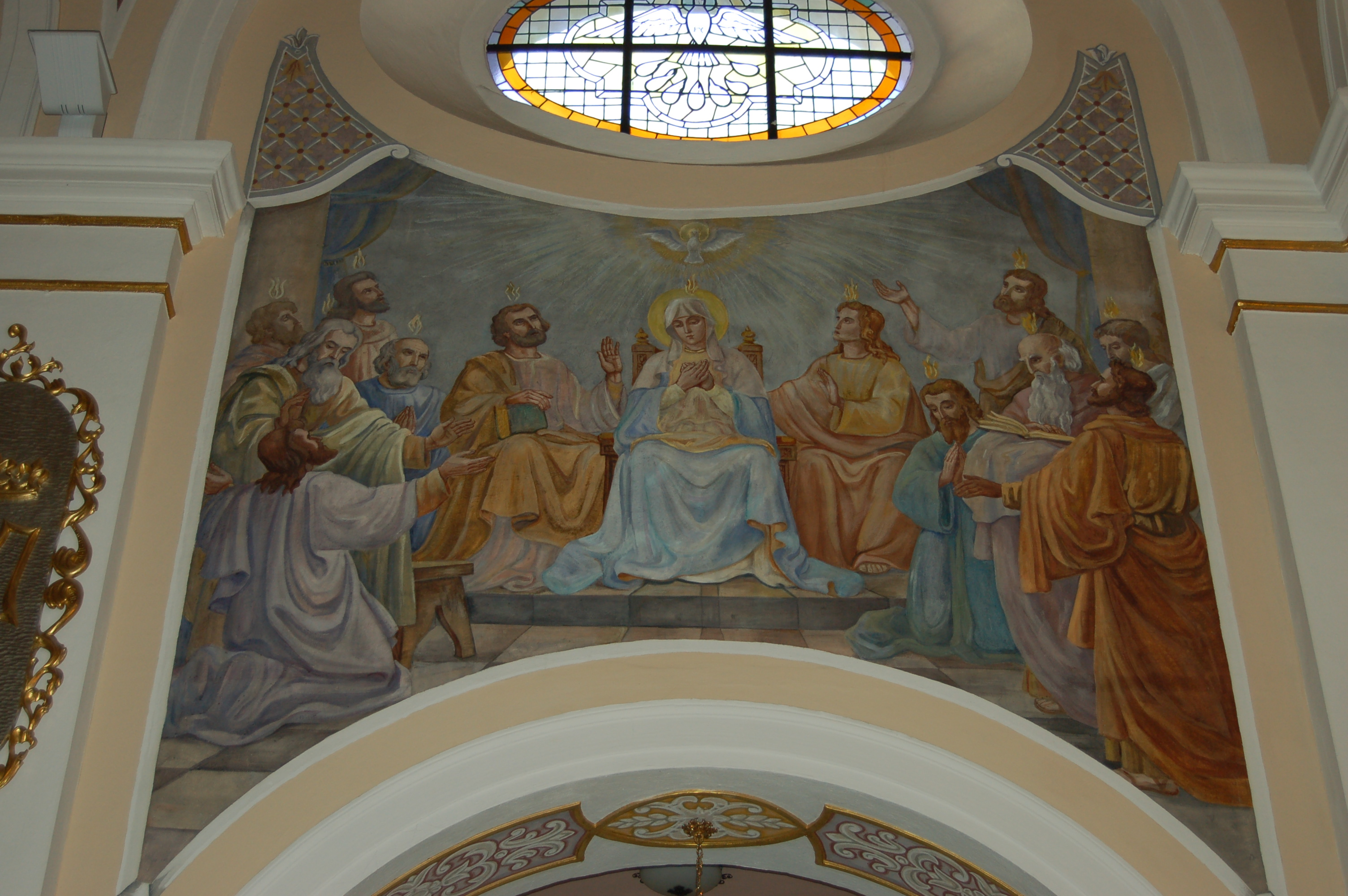
"Zesłanie Ducha Świętego"
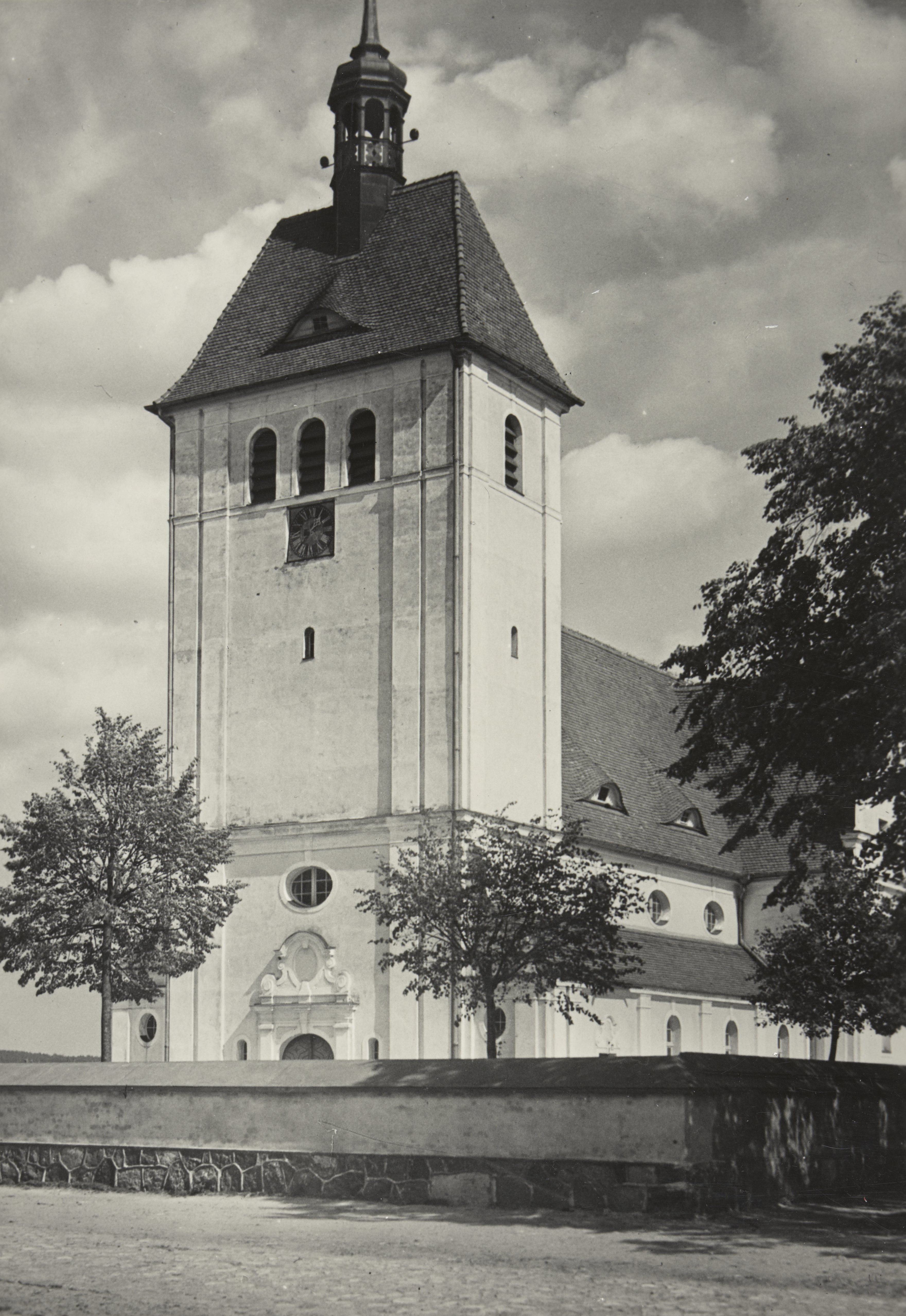
Widok kościoła z 1939

## Ciekawostki
- Po zdjęciu wieżyczki z wieży do lat 90. XX w. (czyli do daty zamontowania krzyża na wieży), kościół parafialny był jedynym kościołem na Pomorzu, który posiadał wieżę, a nie posiadał na niej krzyża.
- Do lat 70. XX w. (czyli do czasu budowy nowej plebanii) przy kościele znajdował się budynek plebanii z XIX w.
- Na terenie kościoła stoi kapliczka z figurą św. Jana Nepomucena, która uprzednio znajdowała się w kapliczce przy ul. Kościelnej. W czasie II wojny światowej Niemcy kazali ją zabrać, została ona wtedy umieszczona w kruchcie kościoła. W latach 80. XX w. próbowano przywrócić kapliczkę przy ul. Kościelnej i umieścić tam figurę, lecz ówczesne władze nie zgodziły się na to. W związku z tym ks. prob. Trzeszczak zaproponował umieszczenie figury na dziedzińcu kościoła. Tak też zrobiono po odnowieniu figury i wybudowaniu odpowiedniej kapliczki.
- W kościele są odprawiane w I i III niedzielę miesiąca msze w klasycznym rycie rzymskim[2].